# Сигурд Магнуссон
Сигурд Магнуссон (ок. 1180 — 3 апреля 1194) — претендент на норвежский королевский трон от партии баглеров во время гражданской войны в Норвегии (1193—1194). Сын норвежского короля Магнуса V Эрлингссона и Гюрид, дочери Аслака Юного.

## Биография
В 1193 году богатый лендрманн Халлкьелль Йонссон, зять Магнуса Эрлингссона, и оркнейский ярл Харальд Маддадссон организовали на Оркнейских и Шетландских островах мятеж против норвежского конунга Сверрира Сигурдссона, известное как Восстание Йоскьеггов («бородатых островитян»). Мятежники собрали флот и предприняли поход на Норвегию, где захватили Викен, где заняли города Тёнсберг и Осло. Фактическим лидером восставших был Халлкьелль, но формально королём на Хаугатинге близ Тёнсберга был провозглашен 13-летний Сигурд, объявленный внебрачным сыном Магнуса Эрлингссона. Затем баглеры отплыли в море, но весной вернулись в Норвегию и осадили Берген.
Весной 1194 года норвежский король Сверрир с большим флотом выступил против повстанцев и 3 апреля нанес им поражение в битве при Флорвоге. Во время сражения Халкьелль Йонссон и Сугурд Магнуссон были убиты. Труп Сигурда был показан жителям Бергена, чтобы предотвратить возможность появления новых самозванцев под его именем, а затем был погребен в церкви Святой Марии в Бергене.